# Saint-Germain-de-Livet
Saint-Germain-de-Livet é uma comuna francesa na região administrativa da Normandia, no departamento Calvados. Estende-se por uma área de 16,61 km². Em 2010 a comuna tinha 777 habitantes (densidade: 46,8 hab./km²).